# Охота на оборотня
«Охота на оборотня» (англ. Romasanta) — британско-испанский фильм режиссёра Пако Пласа, снятый в 2004 году. Фильм номинировался на главный приз Малагского кинофестиваля в 2004 году.

## Сюжет
1850 год. Северная Испания. В лесах появились волки, и никто из местных жителей не решается зайти в лес. Люди в деревнях напуганы, они пытаются защититься с помощью ловушек и ружей, но число жертв растёт. В этих событиях есть нечто странное: на некоторых растерзанных телах жертв находят неизвестные знаки и надрезы, выполненные настолько точно, что это не может быть работой волков.
Люди вспоминают легенду об оборотнях, и это усиливает страх. Только один человек осмеливается войти в лес. У него есть некий секрет. 
Это подлинная история о человеке, жившем в 80-х годах XIX века. Под его внешним добродушием скрывалась опасная личность. Это был убийца и каннибал, заявлявший, что в полнолуние он может превращаться в волка.

## В ролях
| Актёр         | Роль              |
| ------------- | ----------------- |
| Эльса Патаки  | Барбара           |
| Джулиан Сэндс | Мануэль Ромасанта |
| Гэри Пикер    | Лучано            |
| Дэвид Гант    | Филипс            |
| Джон Шариан   | Антонио           |
| Луна МакГилл  | Тереза            |
| Рег Уилсон    | Джудж             |
| Сержи Руис    | Франсиско         |

## Восприятие
Джонатан Холланд в своей рецензии для Variety похвалил фильм за его кинематографию, визуальные и звуковые эффекты, а также актёрскую игру Сэндса и Патаки; но заметил, что роман между героями был недостаточно развит, заявив, что сценарий охватывает слишком много вопросов и не имеет «драматической направленности». Джон Кондит из Dread Central оценил фильм на четыре балла из пяти, выразив аналогичную похвалу, также высоко оценив его готическую атмосферу и исторический и научный контекст, а также критикуя медленный темп фильма. Феликс Васкес из Cinema Crazed дал фильму в целом положительный отзыв, назвав его «мрачным, оригинальным взглядом на редкую болезнь ликантропию» и предложив новый взгляд на жанр фильмов об оборотнях; отметив при этом дыры в сюжете фильма и «запутанные» характеристики.